# Micronésie (région)
Pour les articles homonymes, voir Micronésie.

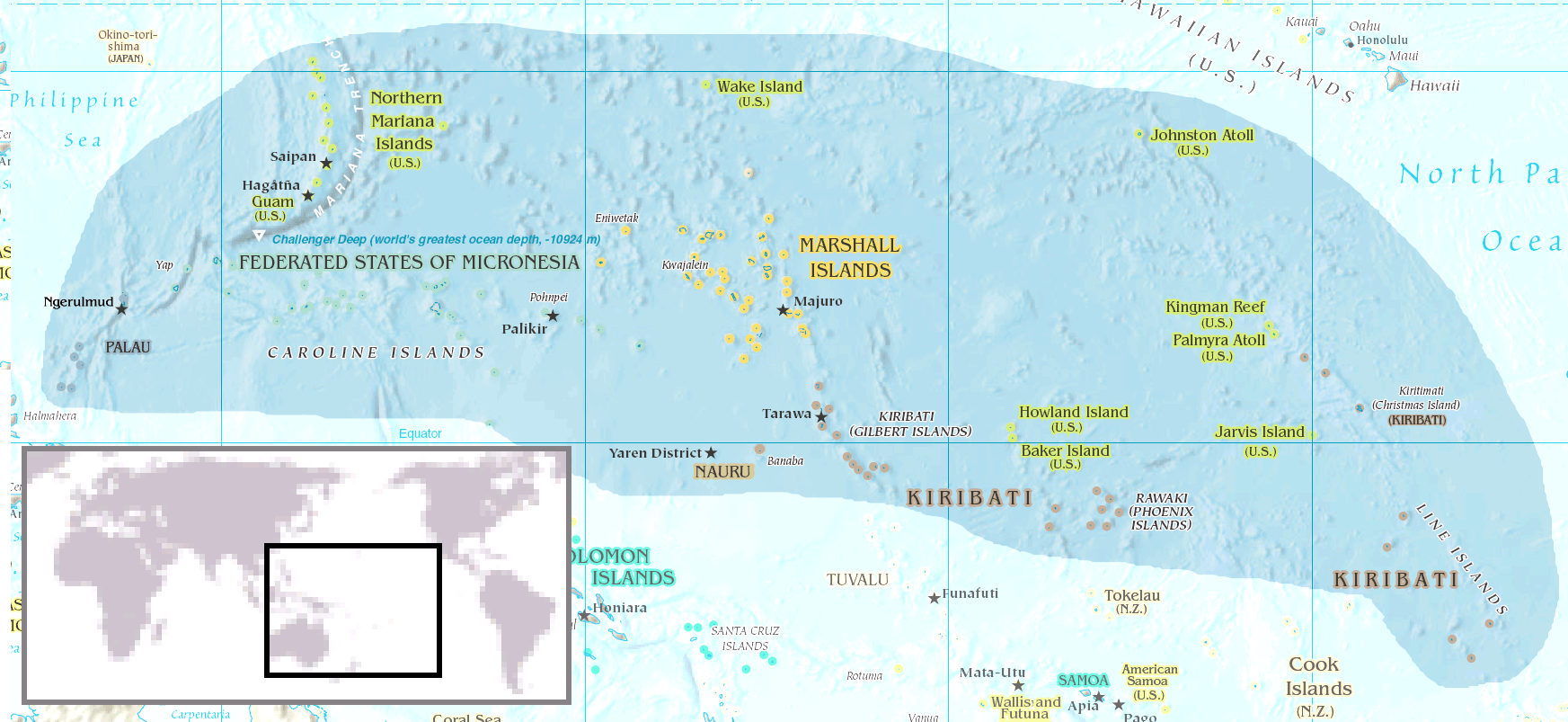
Carte de la Micronésie.

La Micronésie (« les petites îles ») est, avec la Mélanésie et la Polynésie, l'une des trois grandes régions que l'on distingue couramment en Océanie. La Micronésie comprend les États et régions administratives suivants : 
- États fédérés de Micronésie (accord de libre association avec les États-Unis)
- Iles Marshall (accord de libre association avec les États-Unis)
- Kiribati
- Îles Mariannes du Nord (commonwealth des États-Unis) ;
- Wake (dépendance des États-Unis)
- Nauru
- Palaos (accord de libre association avec les États-Unis)
- Guam (dépendance des États-Unis)

## Toponymie
Les termes Micronésie, Polynésie et Mélanésie, construits par des auteurs différents, sont repris en 1832 par Jules Dumont d'Urville, qui les intègre dans une approche géographique et raciale de l'océan Pacifique.
Le plus ancien est le terme Polynésie, proposé par Charles de Brosses en 1756 pour désigner l'ensemble des îles de l'océan Pacifique. Il est construit à partir du préfixe "polus" (nombreux) et du nom "nèsos" (îles).
Jean-Baptiste Bory de Saint-Vincent, suivant le modèle de Georges Cuvier d'une classification zoologique n'établissant pas de différence entre les animaux et les hommes, conscient du fait que les "Noirs" du Pacifique sont différents des "Nègres" d'Afrique (racine romane ne(g)ro), suggère, dans un article de 1825 et un livre de 1827 traitant de l'espèce humaine, le terme "Mélaniens" en utilisant la racine grecque melas.
Le 16 décembre 1831, Grégoire Louis Domeny de Rienzi propose à la Société de géographie de Paris de diviser l'océan Pacifique en cinq régions (Malaysie, Micronésie — du grec mikros petit, et nèsos île —, Polynésie ou Tabooed Plethonesia, Océanie centrale, Océanie du sud ou Endamenia) et de distinguer les populations en quatre races (Malais, Polynésiens, Endamans, et Papuans) en fonction de leur couleur de peau, avec des "degrés de civilisation" différents. Il rassemble sous le terme Micronésie un ensemble d'îles inhabitées correspondant aux Îles Midway, à l'atoll Johnston, à l'atoll de Wake et à l'archipel Ogasawara.

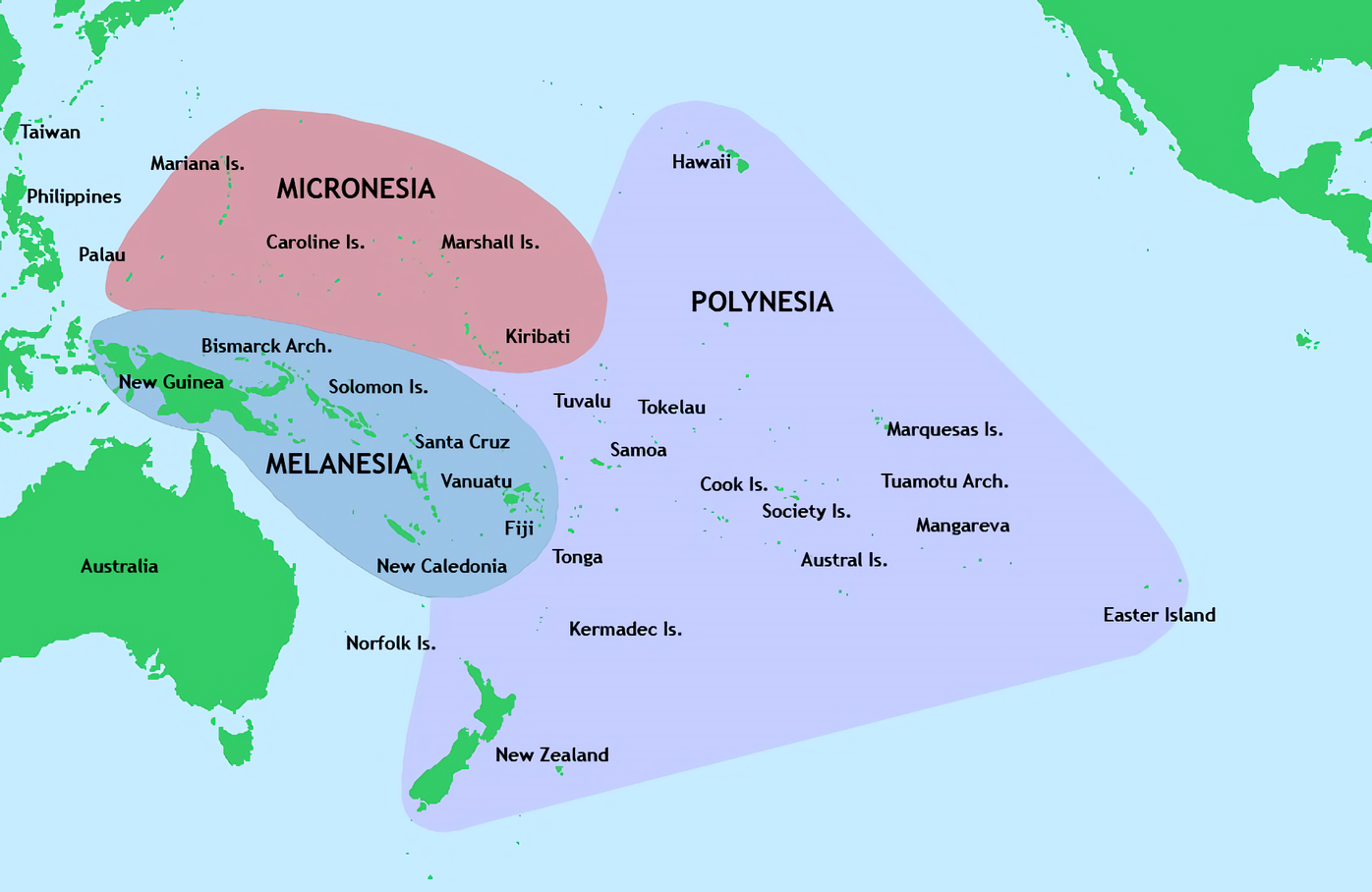
Les trois régions de l'Océanie selon Jules Dumont d'Urville

En 1832, Jules Dumont d'Urville, influencé par l'historiographie sur la distinction des races dans l'océan Pacifique, et bien que ne disposant que de peu d'informations culturelles, fonde son découpage, d'une part, sur une distinction entre les groupes humains à la peau noire et ceux à la peau cuivrée, d'autre part sur des considérations linguistiques ou sociétales. Les Polynésiens et les Micronésiens ont une peau cuivrée, mais les premiers ont une langue commune et sont assujettis au tapu alors que les seconds ont une multitude de langue et ne suivent pas le tapu. Les Mélanésiens ont la peau noire.
Ces dénominations sont l'objet de débats au sein de la communauté scientifique.  Elles sont considérées comme des dénominations pratiques et doivent être comprises comme reflétant seulement des aspects d'histoire culturelle minimaux et incomplets selon Mike T. Carson. Pour Glenn Peterson, cette nomenclature est plus ou moins appropriée. Le terme Mélanésie lui paraît impropre, celui de Polynésie lui semble le moins controversé en raison de la proximité des langues, et le mot Micronésie s'avère approprié car les sociétés autochtones ont des traits culturels communs. D'autres, comme Benoît Antheaume et Joël Bonnemaison, pensent qu'« il n'y a sans doute pas de coupures profondes, culturelles et même ethniques, entre les sociétés mélanésiennes, polynésiennes et micronésiennes qui, de long temps, se sont nourries de multiples contacts ». Dans le grand public et dans les ouvrages de vulgarisation, cette nomenclature est couramment adoptée.

## Géographie
La Micronésie comprend des archipels et des îles isolées, situés plutôt au nord-ouest du Pacifique.
Elle est formée d'environ deux mille îles recouvrant 2 700 km², éparpillées sur plus de 7 millions de kilomètres carrés, dont beaucoup d'atolls minuscules, souvent densément habités (plus de 400 000 habitants, 150 h/km²).
Elle comprend notamment les îles Mariannes du Nord, Guam, les États fédérés de Micronésie, les Palaos, les îles Marshall, les Kiribati et Nauru. Les îles hautes (volcaniques) bordent la fosse des Mariannes, tandis que les îles basses (atolls) se trouvent surtout à l'est du groupe. De Hatohobei (Palaos) à Arorae (Kiribati), il y a 2 726 milles nautiques, soit environ la distance entre San Francisco et Miami.

## Politique
Les régimes politiques des Kiribati, de Nauru, des Palaos, des îles Marshall et de la Micronésie sont tous républicains. Le régime est parlementaire pour les deux premiers (anciennes colonies de l'Empire britannique), et présidentiel pour les trois autres (anciens territoires sous souveraineté des États-Unis). Le président y est aussi chef du gouvernement, et élu au suffrage universel direct ou indirect. Les États fédérés de Micronésie et les Palaos se démarquent par leur organisation en fédération.
Guam et les îles Mariannes du Nord sont tous deux des territoires organisés non-incorporés des États-Unis, mais tandis que Guam est régi par la branche exécutive de l'État fédéral, le second a une autonomie bien plus grande en sa qualité de commonwealth.

## Population et langues

Carte des langues micronésiennes

Vers 3 000 av. J.-C. des habitants du littoral de la Chine du Sud, cultivateurs de millet et de riz, commencent à traverser le détroit pour s'installer à Taïwan. Vers 2 000 av. J.-C., des migrations ont lieu de Taïwan vers les Philippines. Vers 1 500 av. J.-C., un autre mouvement mène des Philippines en Nouvelle-Guinée et au-delà, les îles du Pacifique. Les Austronésiens sont sans doute les premiers grands navigateurs de l'histoire de l'humanité.
Les langues parlées en Micronésie (avant les colonisations européennes), appartiennent toutes à la branche malayo-polynésienne des langues austronésiennes. Le sous-groupe des langues micronésiennes qui fait partie des langues océaniennes y est le mieux représenté — mais avec des exceptions notables et des isolats polynésiens ou périphériques comme le chamorro ou les langues des Palaos.
On trouve notamment le carolinien, originaire des Carolines (parlé aux îles Mariannes), le gilbertin (Kiribati), le kosrae, le lamotrek (parfois considéré comme un dialecte du woleai), le marshallais, le mokil, le mortlock, le pohnpei, le puluwat, le satawal, le chuuk, l'ulithi, le sonsorolais ; mais aussi quelques isolats polynésiens (Kapingamarangi ou Nukuoro ou encore Tobi) voire d'autres groupes toujours austronésiens, mais en provenance des îles de la Sonde (Insulinde) (comme à Yap) ou plus nettement différents comme aux Palaos ou chez les Chamorros des îles Mariannes. Le cas de la langue de Nauru est discuté. Sur certaines îles se sont formés des créoles, à base d'anglais ou de japonais.